# 奥萨马·道格拉斯
奥萨马·道格拉斯（阿拉伯語：زيد عباس，1979年9月18日—）约旦职业篮球运动员，现效力于中国男子篮球职业联赛的天津荣钢金狮篮球俱乐部，同时也是约旦国家男子篮球队成员。
道格拉斯随约旦队参加了2007年亚洲篮球锦标赛，2009年亚洲篮球锦标赛，2011年亚洲篮球锦标赛和2013年亚洲篮球锦标赛。2011年，达格里斯帮助约旦国家队取得亚锦赛亚军的历史最好成绩，2009年亚洲篮球锦标赛季军的成绩也使得约旦国家队首次晋级世界篮球锦标赛。
在2011年亚锦赛上，达格里斯率领约旦国家队闯入最后决赛，最终约旦1分惜败中国无缘冠军。

## 外部連結
- 奥萨马·达格里斯在fiba.basketball（英语）
- 奥萨马·达格里斯在archive.fiba.com（存檔）（英语）
- 奥萨马·达格里斯在中国男子篮球职业联赛官網
- 奥萨马·达格里斯在Basketball-Reference.com（國際）（英语）
- 奥萨马·达格里斯在Eurobasket.com（球員）（英语）
- 奥萨马·达格里斯在Proballers（英语）
- 奥萨马·达格里斯在RealGM（英语）
- 奥萨马·达格里斯在中国篮球数据库
- 奥萨马·达格里斯在Eurobasket.com（教練）（英语）